# 罗斯韦恩
罗斯韦恩（德語：Roßwein，發音：[ˈʁɔsˌvaɪn] ⓘ）是德国萨克森州中萨克森县的城市，面积44.1平方千米，2023年12月31日人口为7,297人。2013年1月1日，市镇下施特里吉斯并入罗斯韦恩。